# Функціоналізм

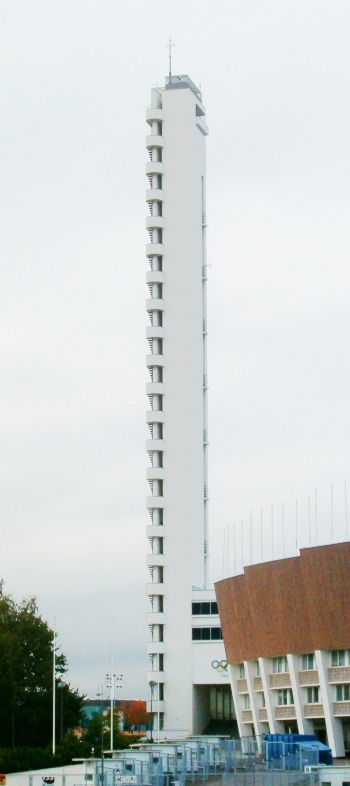
Вежа Олімпійського стадіону в Гельсінкі

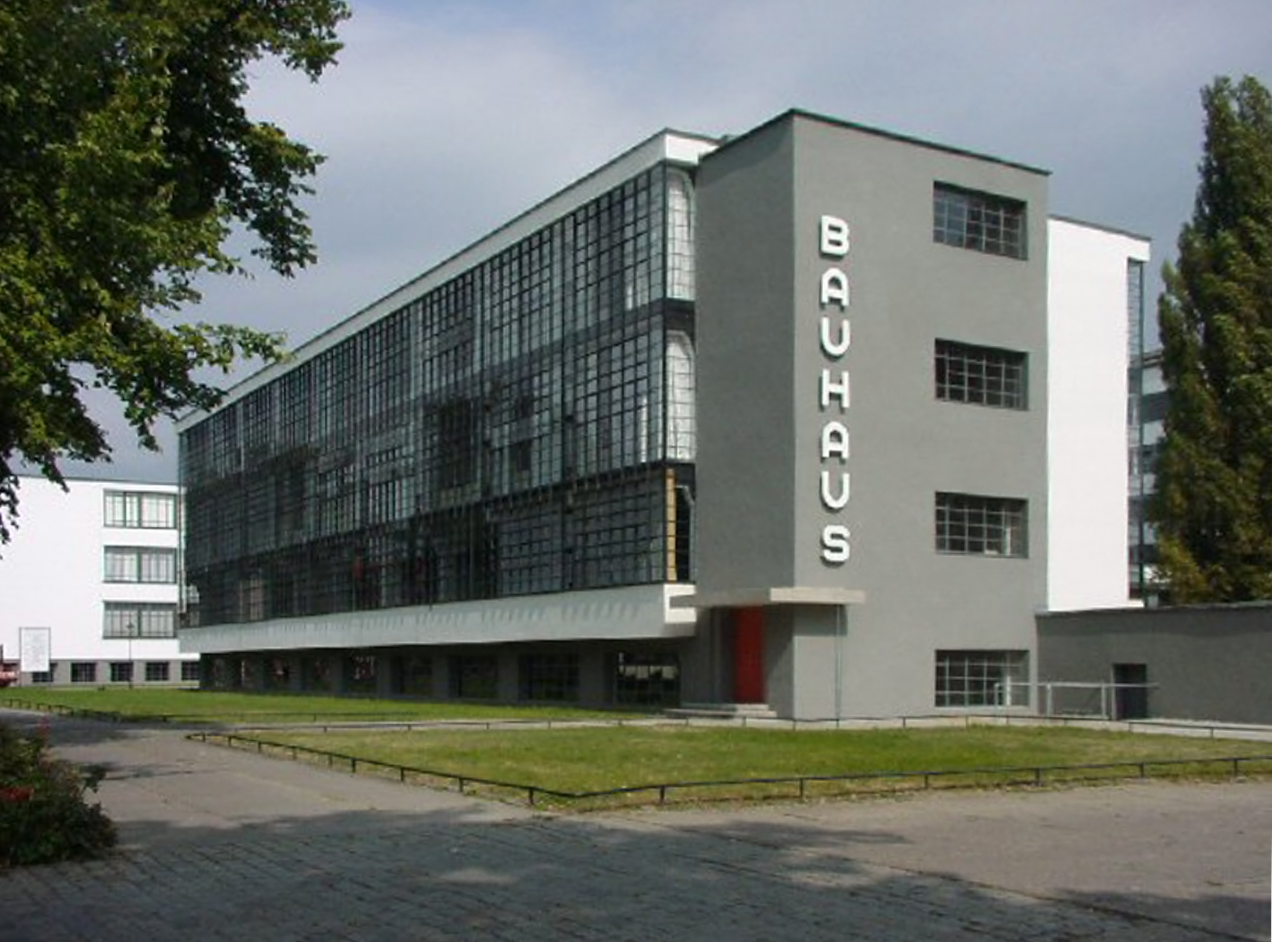
Баугаусіська споруда, Німеччина

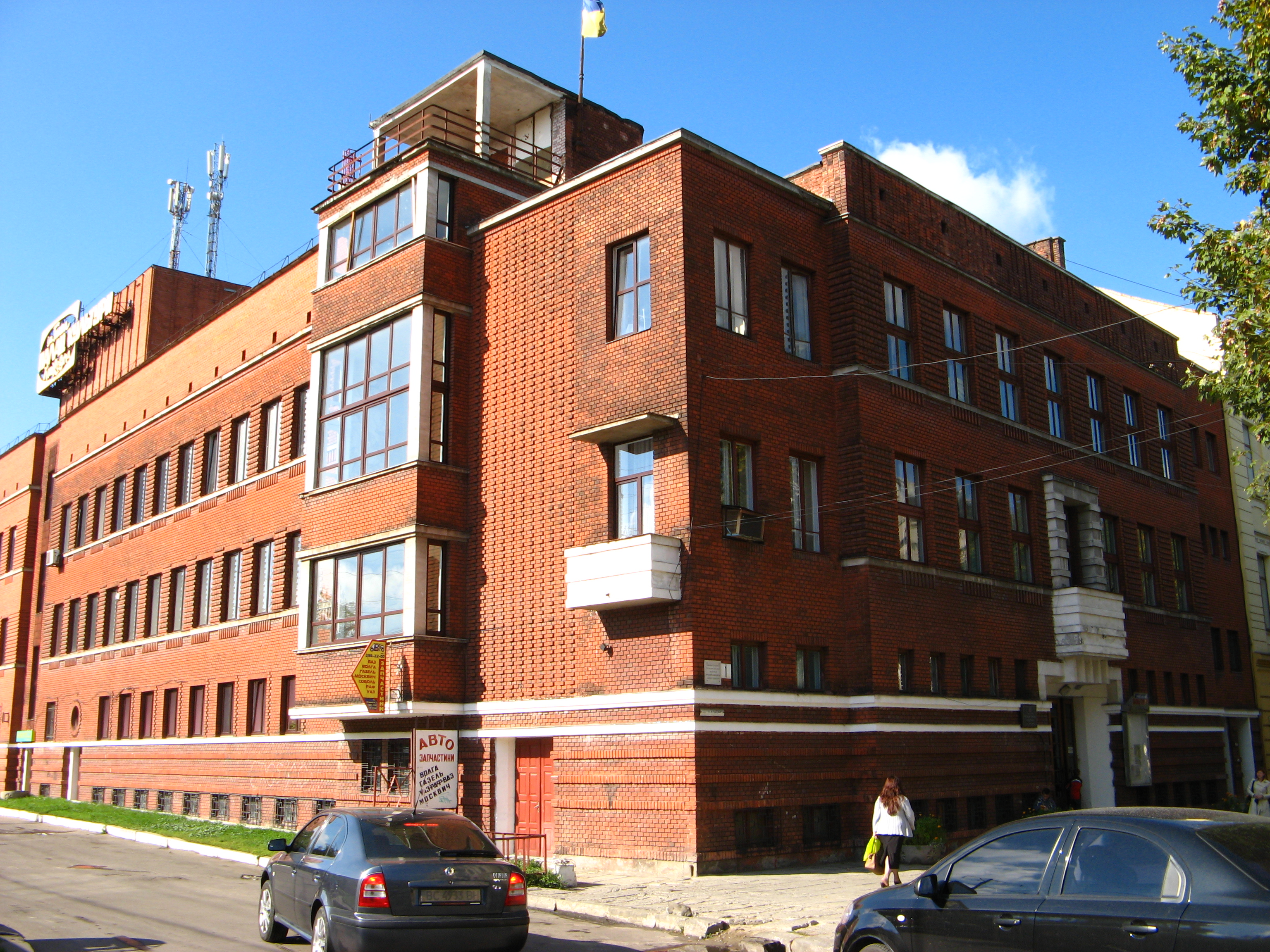
Міський палац культури ім. Гната Хоткевича у Львові, Україна

Львівська комерційна академія, Україна

Функціоналі́зм — архітектурний напрям, різновид раціоналізму, що виник у 1920-х роках у Німеччині. Основні вимоги функціоналізму: обумовленість зовнішнього виду будівлі її конструкцією і внутрішнім плануванням, які, своєю чергою, визначаються її практичним призначенням (функцією). Архітектори-функціоналісти прагнули до типізації житлового будівництва, спорудження великих житлових комплексів на вільних територіях.
Функціоналізм: 1) архітектурний принцип, за яким певна споруда формується під впливом функції, яка повинна заповнити цю споруду. Функціоналізм найчастіше розуміють в архітектурі та дизайні як відхід від суто естетичних принципів формотворення, що призводить до інтерпретування форми як виразника функціонального призначення споруди чи іншого об'єкта. Це популярно трактується так: краса в архітектурі та дизайні є результатом функціональності.
Функціоналізм є того ж віку, що й будівництво загалом. Цей принцип незмінно проходить усю історію архітектури: вже за часів палеолітичних печерних жител і неолітичних стовпових споруд форма керувалася функцією, у римських укріпленнях та акведуках, у середньовічних замках, у ренесансних і барокових палацах, у складських спорудах XVIII ст., у житлових будівлях XIX ст. та адміністративних будинках XX ст. існує тісний взаємозв'язок між формою та функцією;
2) термін, що позначає архітектуру XX ст. до появи постмодернізму та деконструктивізму, тотожний із раціоналізмом, а також синонімічний із поняттями «модернізм» та «інтернаціональний стиль». Функціоналізм в архітектурі частково діє як поняття модерну у протиставленні до традиційної архітектури. Функціоналістська традиція сягає естетичних поглядів теоретиків XIX ст. (Семпер, Лотцер, Грено). Засновником сучасного функціоналізму вважають американського архітектора Люїса Саллівана (англ. Louis Sullivan), який у 1896 році у своєму творі «The Tall Office Building Artistically Considered» твердив: «форма слідує за функцією» (англ. «form follows function»). Пізніше поняття функціоналізму, частково редуковане, слугувало гаслом для різноманітних напрямків авангардної архітектури I половини XX ст.: романтичної органічної архітектури Френка Ллойда Райта (англ. Frank Lloyd Wright), класичного раціоналізму Людвіга Міс ван дер Рое (нім. Ludwig Mies van der Rohe), життєлюбного експресіонізму Еріха Мендельсона (нім. Erich Mendelson), непоступливого монументалізму Джузеппе Террані (італ. Giuseppe Terragni), довільних ігор з формою Гюго Герінга (нім. Hugo Hering), суворих геометричних форм Ле Корбюзьє (фр. Le Corbusier).